# رابرت اس. لانگر
رابرت اس. لانگر (انگلیسی: Robert S. Langer؛ زاده ۲۹ اوت ۱۹۴۸) یک دانشمند اهل ایالات متحده آمریکا است.
سومین جایزه کاظمی آشتیانی که توسط پژوهشگاه رویان به دانشمندی اعطا می‌شود که تأثیر شگرفی در پیشرفت دانش بشری و بهبود کیفیت زندگی انسان‌ها داشته‌است در سال 2015 به پروفسور رابرت لنگر اعطا شد.